# Echinocereus yavapaiensis
Echinocereus yavapaiensis là một loài thực vật có hoa trong họ Cactaceae. Loài này được M.A.Baker mô tả khoa học đầu tiên năm 2006.